# پرنده شیرین جوانی
پرنده شیرین جوانی (انگلیسی: Sweet Bird of Youth) نام یک کتاب ادبی است که توسط تنسی ویلیامز، نویسندهٔ اهل آمریکا نوشته شده‌است. این کتاب یکی از آثار مشهور ادبی جهان است.